# Gerald Hauser
Gerald Hauser (ur. 30 września 1961 w St. Jakob in Defereggen) – austriacki polityk, nauczyciel i samorządowiec, działacz Wolnościowej Partii Austrii (FPÖ), poseł do Rady Narodowej, deputowany do Parlamentu Europejskiego X kadencji.

## Życiorys
Kształcił się w miejscowości Lienz, następnie studiował edukację ekonomiczną na Uniwersytecie Leopolda i Franciszka w Innsbrucku, uzyskując w 1985 magisterium. Od połowy lat 80. pracował jako nauczyciel przedmiotów handlowych. Zaangażował się w działalność polityczną w ramach Wolnościowej Partii Austrii. W latach 1998–2010 był członkiem egzekutywy gminy St. Jakob in Defereggen, a w latach 2010–2016 zajmował stanowisko burmistrza. Sprawował mandat posła do landtagu Tyrolu, w którym kierował frakcją deputowanych swojej partii (1999–2003). Był przewodniczącym FPÖ w Tyrolu, a w latach 2005–2010 pełnił funkcję zastępcy federalnych struktur tego ugrupowania.
W latach 2006–2008 po raz pierwszy był członkiem Rady Narodowej. Do niższej izby austriackiego parlamentu powrócił w 2013, uzyskiwał reelekcję w wyborach w 2017 i 2019.
Razem z urologiem Hannesem Strasserem opublikował dwie książki (Raus aus dem Corona-Chaos i Und die Schwurbler hatten doch recht…), w których m.in. krytykował działania rządu podczas pandemii COVID-19.
W wyborach w 2024 uzyskał mandat deputowanego do PE X kadencji.